# Brianna Wiest
Brianna Wiest (* 11. Oktober 1992 in New York) ist eine US-amerikanische Autorin von psychologischen Schriften zur Lebensführung und von Lyrik.

## Leben
Wiest wuchs im Bundesstaat Pennsylvania auf, wo sie am Elizabethtown College studierte. Im Jahr 2013 erhielt die Autorin von der Hochschule einen Abschluss im Professional Writing und war auch in ihrer Studienzeit als Herausgeberin der Hochschulzeitung aktiv. Brianna Wiest hatte schon auf verschiedenen Onlineplattformen wie Thought Catalog und Huffington Post Artikel veröffentlicht, wollte aber eigentlich beruflich im Verlagswesen tätig werden. Nach der positiven Resonanz auf ihre ersten Veröffentlichungen sah sie in ihrer schriftstellerischen Tätigkeit die Möglichkeit, anderen Menschen Lebenshilfe zu bieten, und verstärkte ihr Engagement in diese Richtung. Beschäftigten sich ihre ersten Artikel mit dem Umgang mit Leid, wurden in den späteren Veröffentlichungen Kontrolle und Struktur des persönlichen Lebens thematisiert. Im Jahr 2017 veröffentlichte Wiest unter dem Titel Salt Water ihren ersten Lyrikband. Als Menschen, die sie bei ihrem Werk inspirieren, werden von ihr Cheryl Strayed, Eric Greitens, Ryan Holiday, Jessica N. Turner und Brené Brown genannt. Italien, insbesondere Rom, bezeichnet Wiest als ihre spirituelle Heimat.

## Werke
Der Piper Verlag veröffentlichte 2022 mit dem Titel 101 Essays, die dein Leben verändern werden das erste Buch der Autorin in deutscher Sprache. Dieser Lebensratgeber stieg am 16. April 2022 in die Spiegel-Bestsellerliste Sachbuch ein (Platz 16) und wurde bis zum Jahresende 2022 auf der Liste geführt. In dieser Zeit erreichte der Titel siebenmal den 1. Platz und war somit im Jahr 2022 eines der erfolgreichsten Sachbücher in Deutschland. Auch in der Schweiz konnte sich das Buch erfolgreich auf der Bestsellerliste des Landes platzieren. Die Video-Plattform TikTok wählte die Veröffentlichung zum Buch des Monats Juli 2022. In der Literaturkritik der Süddeutschen Zeitung wurde das Buch als eine Sammlung von trivialen Allerweltsweisheiten, in der Literatursendung Druckfrisch dagegen als anregungsreicher Lebenshilfe-Ratgeber bezeichnet.
- 2018: 101 Essays That Will Change The Way You Think, Thought Catalog Books
  - deutsch: 101 Essays, die dein Leben verändern werden, Deutsch: Ursula Pesch und Anja Lerz, Piper, München 2022, ISBN 978-3-492-07159-8.
- 2020: Salt Water, Thought Catalog Book
- 2020: The Mountain is You, Thought Catalog Book
  - deutsch: The Mountain Is You. Wie du Selbstsabotage erkennen und überwinden kannst. Deutsch: Renate Graßtat, Piper, München 2022, ISBN 978-3-492-07160-4.
- 2021: When You’re Ready, This Is How You Heal, Thought Catalog Book
  - deutsch: When You’re Ready, This Is How You Heal. Lass los und finde zu dir selbst. Deutsch: Renate Graßtat, Piper, München 2023, ISBN 978-3-492-07161-1.
- 2022: Ceremony, Thought Catalog Book
- 2023: The Pivot Year
  - deutsch: The Pivot Year. Zeit für inneres Wachstum. Deutsch: Renate Graßtat, Piper, München 2023, ISBN 978-3-492-07249-6.